# Cabildo Indígena Chibcariwak
El Cabildo Indígena Chibcariwak organizado en Medellín, Colombia, es una institución de carácter público especial que desde 1979 está trabajando con y por los indígenas en el Valle de Aburrá y agrupa a más de 2000 indígenas, inscritos en sus bases de datos. Entre los programas que ejecuta, se destacan los realizados con los estudiantes indígenas y con las mujeres indígenas empleadas. Se ha posesionado anualmente desde 1990 ante el alcalde de Medellín.
Un grupo de jóvenes indígenas entre los que se destacaban Guzmán Cáisamo Isárama (pueblo embera Dóbida), Abadio Green Stocel (pueblo gunadule), Francisco Rojas Birry (pueblo embera Dóbida), Gabriel Muyuy (pueblo Inga), Gabriel Bomba, entre otros, fundaron en 1979 la nacionalidad de pueblos indígenas en Medellín y más tarde el Cabildo Indígena Chibcariwak. En enero de 1990 el entonces Alcalde de Medellín, Juan Gómez Martínez reconoció el Cabildo, y desde entonces se le ha dado posesión por las administraciones municipales.
Chibcariwak significa chibcha, Caribe y arawak y organiza a indígenas de diferentes grupos étnicos entre los cuales están los emberá, inga, camsá, kuna, quichua, zenú, nasa, guambianos, pasto, siona, arhuaco y wayúu.
Su sede se encuentra en la Carrera 50 C # 65-30 en Medellín.